# Broxton (Georgia)
Broxton es un pueblo ubicado en el condado de Coffee en el estado estadounidense de Georgia. En el censo de 2000, su población era de 1.428.

## Demografía
En el 2000 la renta per cápita promedia del hogar era de $22,900, y el ingreso promedio para una familia era de $26,211. El ingreso per cápita para la localidad era de $11,984. Los hombres tenían un ingreso per cápita de $24,408 contra $19,226 para las mujeres.

## Geografía
Broxton se encuentra ubicado en las coordenadas 31°37′39″N 82°53′23″O / 31.62750, -82.88972 (31.627415, -82.889709).
Según la Oficina del Censo, la localidad tiene un área total de 8,5 km² (3,3 mi²), de la cual 8,4 km² (3,2 mi²) es tierra y 0,1 km² (0 mi²) (1.10%) es agua.